# Tunnel Forst
Der Tunnel Forst (ehemals teil auch Forster Tunnel) ist ein 1724 m langer Eisenbahntunnel der Schnellfahrstrecke Mannheim–Stuttgart nördlich von Bruchsal. Er liegt auf dem Gebiet der baden-württembergischen Gemeinde Forst und trägt daher ihren Namen.

## Lage und Verlauf
Der Tunnel, an den sich beidseitig Trogbauwerke anschließen, liegt nördlich der Gemeinde Forst und verläuft in südöstlicher Richtung. Die Trasse verläuft im westlichen Trog und weiten Teilen des Tunnels zunächst gerade und geht Richtung Osten in eine Rechtskurve über, in der auch das östliche Trogbauwerk liegt. Auf den ersten Tunnelmetern, in der Nähe des Nordwestportals, unterquert das Bauwerk dabei zunächst die Bundesautobahn 5, etwa 500 m nördlich der Raststätte Bruchsal. Im weiteren Verlauf wird auch die Kreisstraße K3524 unterquert.
An den 1726,46 m langen Tunnel schließen sich 993,66 m (westlich, 39,751 bis 40,747) bzw. 504,06 m (östlich, km 42,473 bis 42,978) lange Trogbauwerke an. Die Gesamtlänge des Bauwerks beträgt damit 3,22 km.
Die Trasse verläuft auf den ersten 173 Metern des Nordtrogs (bis km 39,924) in einem Übergangsbogen aus einem Radius von 6845 m in eine Gerade. Im Tunnel schließt sich, ab km 41,045, zunächst ein Übergangsbogen an, der bis km 41,360 in einen Rechtsbogen von 7000 m Radius übergeht, der bis zum Bauwerksende beibehalten wird.
Die Gradiente verläuft auf den 819 m vor dem Beginn des westlichen Trogs zunächst in einer Steigung von 0,93 Promille. Daran schließt sich ein Gefälle von 10,1 Promille auf einer Länge von 1120 m an, das bis in die ersten Meter des Tunnels (km 40,857) reicht. Darauf folgt eine Steigung von 2,57 Promille auf einer Länge von 1473 m. Kurz vor dem Ende des Tunnels, am Übergang zum östlichen Trog, beginnt (in km 42,330) eine 694 m lange Steigung von 12,4 Promille. Östlich schließt sich (ab km 43,025) eine 404 m lange Steigung von 2,5 Promille an. Der Beginn der beiden Trogbauwerke liegt jeweils auf einer Höhe von 110 m, das Westportal auf 98 m, das Südportal auf 102 m.

### Querschnitt
Das Bauwerk weist eine lichte Breite von 12,30 m und eine lichte Höhe von 7,81 m auf. Die Sohlstärke liegt bei 1,0 m, die der Wände und Decke bei 70 bzw. 90 cm. Die Bodenplatte ist mit 16 m tiefen Stahlträgern verankert und sichert das Bauwerk gegen Auftrieb.
Die Überdeckung liegt bei rund 2 m.

## Geschichte

### Planung
Nach dem Planungsstand von 1973 sollte die Trasse im Bereich von Forst in einem Einschnitt geführt werden. Die B 36 wie auch die projektierte B 35 sollten unterfahren und die Bundesautobahn überquert werden. Südwestlich von Hambrücken (km 38,5) sollte darüber hinaus ein Betriebsbahnhof entstehen.
Das Planfeststellungsverfahren im Abschnitt 5b (Forst, Streckenkilometer 40,438 bis 43,736) wurde im April 1975 eingeleitet. Am 6. Mai 1976 beantragte die Gemeinde Forst beim Regierungspräsidium Karlsruhe, den für 30. Mai anberaumten Erörterungstermin aufzuheben und ein Raumordnungsverfahren zu eröffnen, um unter anderem die Trassierung der Neubaustrecke zu regeln. Der Erörterungstermin fand wie geplant statt.
Am 9. Juli 1979 wurde ein neues Planfeststellungsverfahren im Abschnitt 5b eingeleitet. Die 129 vorgebrachten Einwendungen wurden am 28. Juni gleichen Jahres erörtert. Die Stellungnahme des Regierungspräsidiums wurde am 1. März 1982 vorgelegt. Gegen den Planfeststellungsbeschluss vom 27. April 1982 wurden fünf Klagen erhoben. Er wurde am 1. Juni 1984 rechtskräftig.
1983 war das Bauwerk, je nach Quelle, mit einer Länge von 1.719 m oder 1.727 m geplant gewesen. Mitte 1985 lag die geplante Länge bei 1.727 m.
Das Bauwerk ist topographisch unnötig. An Stelle einer oberirdischen Streckenführung (in Dammlage) entschied sich die Deutsche Bundesbahn aus mehreren Gründen für die aufwendigere Tunnellösung: Zum einen sollte die Gemeinde nicht von einem nördlich liegenden Naherholungsgebiet abgeschnitten und die Immissionswerte reduziert werden. Ferner sollten die Ausdehnungsmöglichkeiten der bereits durch die A5 (im Westen), die Bundesstraße 35 (im Süden) sowie die Rheintalbahn (im Osten) räumlich beschränkten Gemeinde nicht zusätzlich durch die nördlich verlaufende Bahnlinie eingeschränkt werden.
Vor der Ausschreibung wurden verschiedene Varianten zum Bau des Tunnels geprüft und das gewählte Verfahren als wirtschaftlichste Lösung ermittelt.

### Bau
Die Bauarbeiten begannen 1983. Der Tunnel ging als zweiter Tunnel der Strecke, nach dem Pfingstbergtunnel, in Bau.
Während das Grundwasser etwa einen Meter unter Geländeoberkante anstand, war die rund 20 m breite Baugrube bis zu einer Tiefe von 12 m auszuheben. Eine Grundwasserabsenkung kam auch aufgrund des hochdurchlässigen Bodens nicht in Betracht. Diesen Umständen ist ein außerordentlich aufwändiges Bauverfahren geschuldet. Die Baugrube wurde segmentweise (in Längen von rund 80 m) ausgehoben, eine Schale aus Unterwasserbeton erstellt, das Segment schließlich mit Spundwänden abgedichtet und anschließend trockengelegt. Auf Rüttel-Injektionspfählen wurde schließlich die Tunnelröhre aus wasserundurchlässigem Beton errichtet. Für jeden der Abschnitte waren etwa sechs Wochen Bauzeit erforderlich. Der eigentliche Fahrtunnel wurde, darauf aufbauend, aus Fertigteilen von 8,80 m Länge errichtet, die mit verschweißten Kautschukfugen miteinander wasserdicht verbunden wurden.
In der Fachwelt erhielt die Baustelle den Titel „Europas längstes U-Boot“.
Insgesamt wurden rund 541.000 m³ Massen ausgehoben und rund 192.000 m³ wieder verfüllt. Die aus der Baugrube ausgehobenen Sand- und Kiesmassen wurden dabei teilweise auch für die Herstellung des Tunnelbetons verwendet.
Das Bauwerk wurde in 367 Blöcken von je 8,80 m Länge betoniert.
1985 wurde mit einer Investitionssumme von 83 Millionen DM für den Tunnel gerechnet. Die Baukosten, ohne die Kosten der notwendigen Rekultivierung belaufen sich auf 85 Millionen DM (rund 45 Millionen Euro, Preisstand: etwa 1991). (Eine Quelle von 1985 gibt diesen Wert als Vergabesumme an.) Etwa 90 Menschen waren während der Bauphase auf der Baustelle beschäftigt.

### Betrieb
Im Juli 2020 wurden die Weichen am Tunnel erneuert.